# Fernand Niel
Fernand Niel (Béziers, 4 de septiembre de 1903 - París, 15 de diciembre de 1985) fue un ingeniero e historiador francés especialista en las herejías de la Edad Media del sur de Francia, en el catarismo especialmente.
Como René Nelli, Fernand Niel empezó a interesarse por el catarismo frecuentando a Déodat Roché. Roché organizó, a partir de 1948, los primeros Congrès d'Études Cathares (Congresos de Estudios Cátaros), dónde Fernand Niel expuso en 1949, su tesis sobre "el Pog de Montségur" realizada sobre conclusiones deducidas a partir de diversas mediciones de los muros y posicionamientos que no creía aleatoria, de elementos arquitectónicos del castillo; también realizó investigaciones del pog propiamente dicho, el peñasco rocoso donde se encuentra asentado el castillo. Historiador escrupuloso, estudió a conciencia los galimatías místicos existentes hasta la época, para extraer testimonios relativos a Montségur.
El Institut d'Estudis Occitans publicó esta tesis el mismo año, en Toulouse.

## Algunas obras o investigaciones científicas
- Albigeois et Cathares
- Quéribus - La dernière Forteresse Cathare
- Les Cathares de Montségur
- La Civilisation des mégalithes

- Datos: Q3069287